# Régiment de Viennois
Pour les articles homonymes, voir Viennois (homonymie).
Le régiment de Viennois est un régiment d'infanterie du royaume de France, créé en 1610 sous le nom de régiment de Vaubécourt, devenu sous la Révolution le 22e régiment d'infanterie de ligne.

## Création et différentes dénominations
- 1598 : existence d'un régiment aux ordres de Henri de Nettancourt, comte de Vaubecourt, gentilhomme lorrain qui met son unité à disposition de l'armée du roi de France Henri IV[1]
- 6 mai 1598 : à la paix de Vervins, le régiment de Vaubecourt est licencié
- 1606 : reformation du régiment de Vaubécourt en tant que corps étranger
- 24 avril 1610 : le régiment de Vaubécourt est admis au service de la France
- 1646 : prend le nom de régiment d'Entragues
- 1647 : reprend le nom de régiment de Vaubécourt
- 1661 : Prend le nom de régiment d'Espagny
- 1669 : renommé régiment de Bandeville
- 1677 : Devient régiment de Vaubécourt
- 1695 : renommé régiment de Nettancourt
- 3 août 1704 : Prend le nom de régiment de Mailly
- 11 mars 1708 : Devient  régiment de Bueil-Racan
- 27 février 1718 : Prend le nom de régiment La Brosse
- 14 novembre 1713 : renommé régiment de Boufflers
- 15 mars 1718 : Prend le nom de régiment de Pons
- 30 avril 1735 : Devient  régiment de Marsan
- 12 mai 1743 : Prend le nom derégiment de Bouzols
- 1er décembre 1745 : renommé régiment de Mailly
- 15 janvier 1758 : Prend le nom de régiment de Talaru
- 5 novembre 1761 : Devient  régiment de Chastellux
- 10 décembre 1762 : renommé régiment de Guyenne
- 1776 : les 2e et 4e bataillons forment le régiment de Viennois
- 1er janvier 1791 : Prend le nom de 22e régiment d'infanterie de ligne ci-devant Viennois

## Mestres de campetcolonels
- 24 avril 1610 : Jean V de Nettancourt, comte de Vaubecourt[2],[3]
- 28 décembre 1628 : Nicolas II de Nettancourt, comte de Vaubecourt, son fils
- mai 1646 : Victor-Amédée de Crémeaux, comte d'Entragues[4],[5]
- 3 avril 1648 : Nicolas de Nettancourt, comte de Vaubecourt
- janvier 1649 : Maximilien Gouffier, marquis d'Espagny
- 1669 : Louis Sévin, marquis de Bandeville
- 1674 : Charles Sévin, chevalier de Bandeville, frère du précédent
- 18 février 1677 : Louis Claude de Nettancourt-Haussonville, comte de Vaubecourt, fils du premier colonel
- 23 avril 1695 :  Louis d'Haussonville, marquis de Nettancourt
- 3 août 1704 : Adrian de Silly, comte de Mailly-La-Houssaye[6]
- 11 mars 1708 : Pierre Antoine comte de Bueil-Racan[7]
- 27 février 1712 : François Henri de Tiercelin, marquis de La Brosse[8]
- 14 novembre 1713 : Charles François de Boufflers-Remiancourt[9]
- 15 mars 1718 : Charles Louis de Lorraine, prince de Pons[10]
- 30 avril 1735 : Gaston Jean-Baptiste Charles de Lorraine, comte de Marsan, fils du précédent
- 12 mai 1743 : Joachim Louis de Montaigut, marquis de Bouzols
- 1er décembre 1745 : Louis, marquis de Mailly
- 15 janvier 1758 : Chalmazel César Marie, marquis de Talaru
- 5 novembre : Jacques François, chevalier de Chatellux
- 18 avril 1776 : Marie Charles, marquis du Chilleau
- 28 février 1778 : Nicolas Thomas Hue, comte de Miromesnil[11],[12]
- 27 janvier 1782 - 26 octobre 1792 : Pierre Christophe, comte de Bouillé
- 26 octobre 1792 : Philippe Jacques François Aupépin de La Mothe Dreuzy[13],[14]
- 8 mars 1793 : Louis Suzanne d'Anglas

## Historique des garnisons, combats et batailles du régiment

### Origines (1589-1610)
Henri de Nettancourt, comte de Vaubecourt, seigneur lorrain des confins de la Champagne, à la
suite d'un démêlé qu'il eut avec le duc de Lorraine, à propos d'un couvent enclavé dans ses terres, abandonna le service de ce prince et leva en 1589 un régiment d'infanterie qu'il conduisit en France à l'armée de Henri IV.
Ce régiment fut licencié, le 6 mai 1598 à la paix de Vervins. Ses compagnies retournèrent en Lorraine avant de suivre en 1598 Jean V de Nettancourt comte de Vaubecourt en Hongrie et se distinguèrent à la prise de Raab, sur les Turcs.
En 1606, quand Henri IV, mécontent de Henri de La Tour d'Auvergne, duc de Bouillon, qui avait trempé dans la conspiration du maréchal de Biron, voulut sévir contre lui, il accepta de nouveau les services de la famille de Nettancourt, et le régiment lorrain du comte de Vaubecourt fut mis le 6 avril en garnison à Sedan, ville qui appartenait alors au duc de Bouillon.

### Régiment de Vaubecourt (1610-1646)
Ce corps étranger qui avait bien servi fut définitivement admis au service de France, par commission du 24 avril 1610, au moment des grands armements que Henri IV préparait contre la maison d'Autriche.
Réduit au mois
d'août de la même année à la compagnie du mestre de camp, qui était en garnison à Vitry, il fut remis sur pied le 31 août 1616. 
Depuis ce jour il a toujours été maintenu, au moins à deux compagnies, ce qui lui assura le rang de 5e des Petits Vieux entretenus.

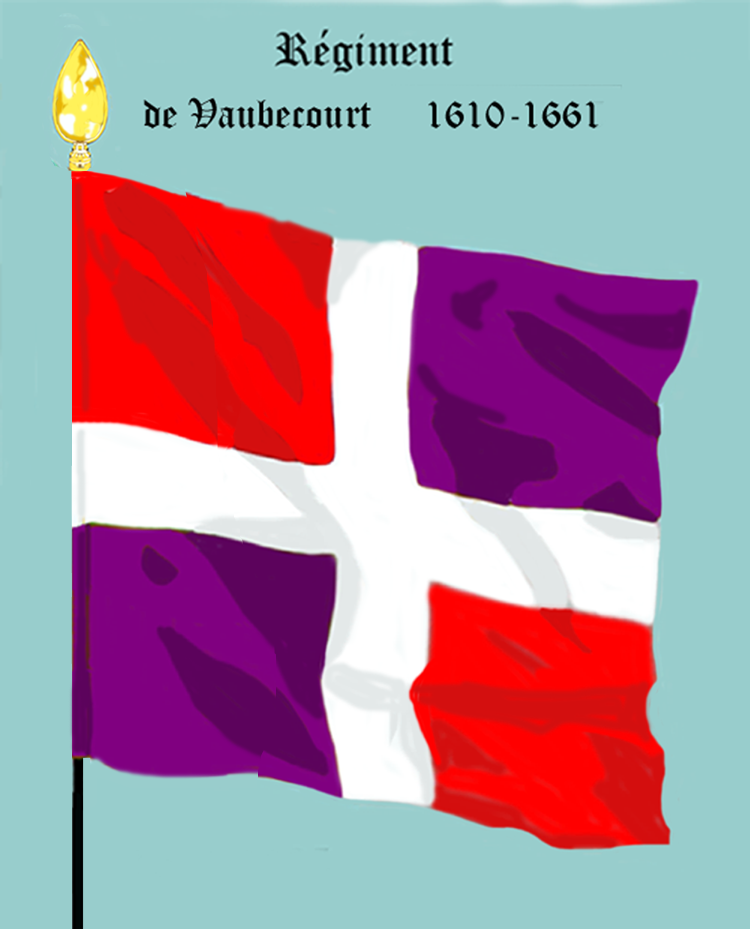
Régiment de Vaubécourt de 1610 à 1661

#### Rébellions huguenotes
Au début des rébellions huguenotes, il fit en 1615 partie de l'armée du maréchal de Bois-Dauphin, destinée à agir contre les princes mécontents. Le régiment débuta au mois d'octobre, au passage des marais de Saint-Gond près de Sézanne et au combat du 20 octobre, qui amena la prise de la petite ville de Chanlay, où s'était renfermé Henri de Luxembourg prince de Tingry. Le régiment tira quelques volées de coups de canon contre deux tours qui s'écroulèrent, et l'ennemi se rendit à discrétion. Il servit ensuite en Champagne sous Charles duc de Guise.
Après la mort du maréchal d'Ancre, en 1617, il fut mis en garnison à Verdun, d'où il se rendit à Chalons, après l'arrestation d'Henri prince de Condé; la cour désirant rapprocher d'elle les corps sur lesquels elle pouvait particulièrement compter. Il retourna plus tard à Verdun.
Quand, en 1619, Louis XIII assembla des troupes pour soumettre les places de la Normandie qui tenaient pour la reine-mère, Vaubecourt fut laissé dans ses quartiers de Verdun; mais il céda au régiment de Picardie qui était alors en assez mauvais état, 400 hommes à raison d'un écu par tête.

#### Guerre de Trente Ans - Guerre de la Valteline
En 1620, placé sous les ordres de Charles duc de Nevers, il contribua à fermer l'entrée de la Champagne aux troupes levées dans le pays de Liège, pour Marie de Médicis.
En 1622, lors de l'invasion de Mansfeld dans la Champagne, le régiment de Vaubecourt réduit à 200 hommes, formait toute la garnison de Mouzon, que l'aventurier allemand menaçait principalement. Il n'osa cependant point l'attaquer.
La première guerre importante à laquelle Vaubecourt ait participé, est celle de la Valteline.
 Il quitte ses quartiers de Champagne en 1624, traverse la Suisse et va partager les travaux et la gloire des régiments de Normandie, d'Estrées et des régiments suisses de Diesbach, de Schmidt et de Siders dans ses laborieuses expéditions. Il se trouve cette année au passage de vive force du Steig, à l'attaque du pont du Rhin, de Pio-Domo, Platemale, Poschiavo, Tirano et de son château, Sondrio, Morbegno, Traone, Dubino.
En 1625 il participe aux sièges de Chiapino et de Bormio, au combat de Campo, au siège de Chiavenne à la reprise des retranchements de Cercino et de Traone.
Revenu en France, il passa l'année 1626 à se rétablir, car il avait fourni la plupart des soldats qui lui restaient pour remplir les cadres de Normandie.

#### Rébellions huguenotes
En 1627, il est envoyé devant La Rochelle dans le cadre des rébellions huguenotes. D'abord cantonné à Périgny avec le régiment de Chappes, il fait partie plus tard de l'attaque particulière du maréchal de Bassompierre du côté du Fort-Louis. Le 28 octobre, il détacha 300 hommes qui contribuèrent à chasser les Anglais de l'île de Ré.

Pendant le reste du siège de La Rochelle, il garda les forts établis sur la rive droite de la baie et les batteries de la pointe de Chef-de-Baie. Le 21 novembre, 300 hommes du régiment avec 300 Suisses accomplirent une action des plus hardies. Le blocus de la ville était incomplet du côté de la porte de Cougne, au nord. Bassompierre s'engagea à y improviser un fort, et avec ces 600 braves, il alla s'établir à trois cents pas des remparts et construisit une redoute à la pointe de la garenne de Lafond. Les Rochelais qui ne pouvaient comprendre qu'on entreprît sérieusement un pareil travail sans de grandes forces, le laissèrent faire. Le 28 décembre 1628, Nicolas de Nettancourt, comte de Vaubecourt, succède à son père Jean V de Nettancourt, comte de Vaubecourt.

#### Guerre de Succession de Mantoue
Après la chute de La Rochelle, le 28 octobre 1628 le régiment de Vaubecourt est dirigé sur le Piémont, où il participe à la guerre de Succession de Mantoue et se signale 6 mars 1629 à l'attaque du Pas de Suze et le 16 mars, il permet de faire lever le siège de Casal assiégée par les Espagnols.

#### Rébellions huguenotes
Après ce raid en Piémont, le régiment de Vaubecourt repasse les Alpes et revenu dans la vallée du Rhône avec Louis XIII, il contribue du 14 au 28 mai à la prise de Privas puis du 8 au 17 juin à celui d'Alès.

#### Guerre de Succession de Mantoue
En 1630, on le trouve au combat de Veillane, à la prise de Saluces et à l'attaque du pont de Carignan et la défense du fort de Briqueras.
Après le traité de Cherasco, Vaubecourt rentra en France en 1631 et fut mis en garnison à Toulon. Il était fort alors de douze compagnies.

#### Rébellions huguenotes
En 1632, il reçut l'ordre d'occuper les montagnes au-dessus de Privas, devenues le foyer de la révolte. Un de ses détachements s'empara du comte Claude de Hautefort, baron de Lestrange, vicomte de Cheylane et Privas, gouverneur du Puy, un des principaux chefs des rebelles qui soulevaient le Vivarais. Le régiment assista aussi à la bataille de Castelnaudary.

#### Guerre de Trente Ans
En 1633, le régiment de Vaubecourt, qui avait passé l'hiver dans la Bresse, fut employé à la conquête de la Lorraine
et se trouva à la prise d'Haguenau, de Saverne, de Lunéville et de Nancy.
L'année suivante, il fait les sièges de Bitche et de La Mothe. Au mois d'octobre il marche au secours de Philisbourg, et à celui d'Heidelberg en décembre.
Il se trouve, en 1635, à la défaite de Charles duc de Lorraine près de Fresche, à l'assaut de Spire, à la prise de Vaudémont et à celle du château de Moyen et se trouve à la retraite de l'armée de Mayence sur Metz.
En 1636 le régiment de Vaubecourt se rend en Picardie et contribue à la reprise de Corbie et vient passer l'hiver à Langres.
En 1637, il fait le siège de Landrecies où le régiment y avait relevé celui de Piémont à l'attaque du cardinal de La Valette. La place ayant capitulé le 23 juillet, il y entra le 24 à la suite des Gardes Françaises. Le comte de Vaubecourt, Nicolas de Nettancourt, fut nommé gouverneur de Landrecies, avec mission de rétablir les fortifications, ce qui fut cause que le régiment demeura jusqu'en 1642 dans cette ville, dont un des bastions a conservé le nom de « Vaubecourt ». Pendant ce séjour, il ne demeura cependant point inactif et fit une guerre continuelle de surprises et d'embuscades aux garnisons espagnoles voisine et surtout à celle d'Avesnes.
En 1642, il fit partie de l'armée de Picardie, et le mestre de camp, Nicolas II de Nettancourt, ayant été nommé gouverneur de Perpignan qui venait d'être pris, il se rendit dans le Roussillon.
L'année suivante, il fut envoyé à l'armée d'Italie où il débuta par le siège de Trino.
En 1644, il était au siège de Finale. Un secours jeté à propos dans la place en fit manquer la prise. Les troupes françaises, qui occupaient déjà le faubourg, furent inquiétées dans leur retraite et eurent à soutenir un combat meurtrier qui dura depuis trois heures du matin jusqu'à sept heures du soir. Le régiment de Vaubecourt y souffrit particulièrement. Employé ensuite au siège d'Asti et de sa citadelle, il eut la gloire de rejeter dans le fossé une sortie des assiégés. Il rentra en France à la fin de cette campagne, prit ses quartiers à Angoulême et y resta jusqu'au mois de juillet 1644. Il retourne alors en Italie et prend Ponzone avec le régiment d'Auvergne. Au mois de novembre, il fait le siège de la citadelle d'Asti qui se rend le 31.
En février 1645 le régiment de Vaubecourt quitte le Piémont pour se rendre à l'armée de Catalogne. Il y débute par le siège de Roses où il ouvre la tranchée le 7 avril. Dans la nuit du 1er au 2 mai, le régiment de Vaubecourt emporte les retranchements des assiégés et s'y maintient, malgré tous leurs efforts pour les reconquérir. L'attaque de la demi-lune, qui suivit de près, lui fait encore un honneur infini. Le régiment contribua encore à repousser la grande sortie du 14 mai. Vaubecourt se trouva également cette même année à la bataille de Llorens (ca), où Henri comte d'Harcourt défit les Espagnols, et à la prise de Balaguer.

### Régiment d'Entragues (1646-1647)

#### Guerre de Trente Ans
En 1646 le régiment prend le nom de régiment d'Entragues du nom de son nouveau mestre de camp Victor-Amédée de Crémeaux, comte d'Entragues, et effectue la campagne en Catalogne et servit au premier siége de Lérida.

### Régiment de Vaubecourt (1647-1649)

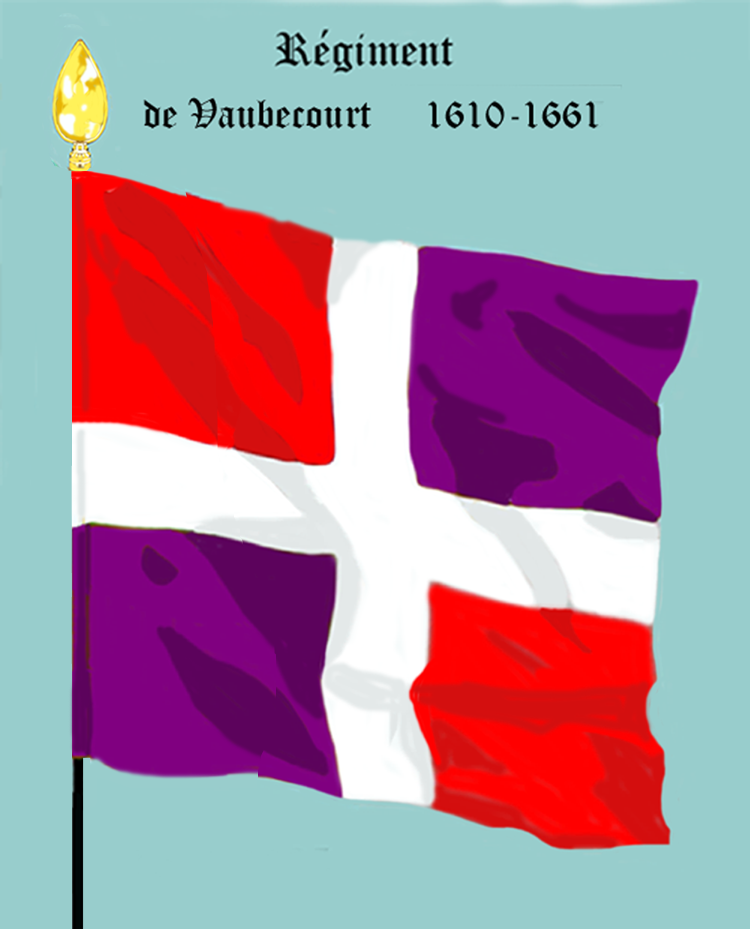
Régiment de Vaubécourt de 1610 à 1661

#### Guerre de Trente Ans
En 1647 le régiment est repris par son ancien mestre de camp, le comte de Vaubecourt, Nicolas II de Nettancourt. Le régiment passa à
l'armée que Turenne commandait en Allemagne et y contribua à la prise d'Oberlinghen, de Tubingen et de Bicklingen. L'armée, étant repassée sur la rive
gauche du Rhin, attaqua le 9 septembre les faubourgs de Montmédy.
Au début de 1648, le régiment, fort de trente compagnies, est partagé en deux :
- Quinze compagnies restent en Flandre, et
- les quinze plus anciennes rentrent en Allemagne avec Turenne, et se trouvent le 17 mai au combat de Zusmarhausen et à la prise du château de Heidenheim, et le 18 juin à l'attaque du château de Wasserbourg.

#### Fronde
Lorsqu'en 1649, Turenne, mécontent de Mazarin qui avait fait arrêter le prince de Condé, se déclara contre la cour, il fut suivi par une partie de son armée. Ainsi, une partie du régiment resta avec le prince de Condé tandis qu'une autre partie rejoignie les compagnies qui étaient en Flandre.

### Régiment d'Espagny (1649-1669)

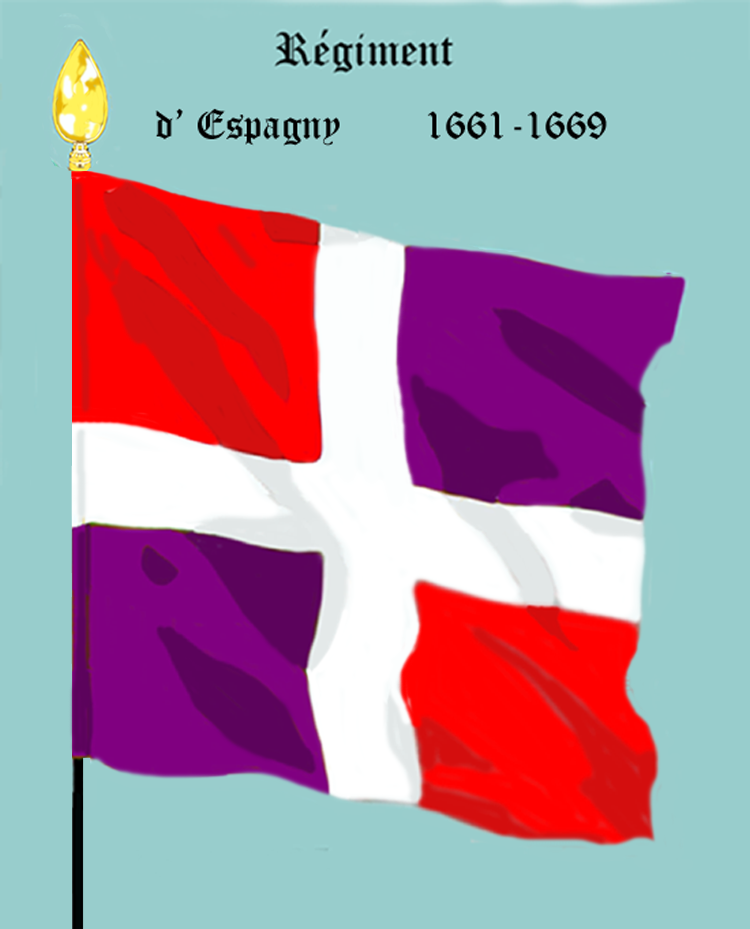
Régiment d'Espagny de 1661 à 1669

#### Fronde
Devenu le régiment d'Espagny, il servit cette année sous le comte d'Harcourt et se trouva le 4 août au passage de vive force de l'Escaut.
Pendant les années suivantes, le régiment Espagny continua de servir en Picardie, toujours tiraillé par des dissensions intestines, suite du désordre de 1649.
En 1652, le capitaine de Villepinte, s'apercevant que le mestre de camp, Maximilien Gouffier, marquis d'Espagny, conduisait le régiment au prince de Condé, s'élança sur lui le pistolet à la main et le contraignit à changer le sens de la marche. On ne pouvait pas tirer grand parti pour la guerre d'un corps placé dans une telle situation. Aussi, après la perte de Dunkerque, l'envoya-t-on d'abord à Béthune et à La Bassée, puis a Vitry.

#### Guerre franco-espagnole
Il quitta cette dernière ville en avril 1653 pour se rendre à Verdun, et il servit cette année au siège de Rethel dans le cadre de la guerre franco-espagnole.
En 1654, on le trouve à celui de Stenay, en 1655 à celui de Landrecies et enfin il arrive devant Condé, où le 17 août, avec le régiment d'Huxelles, il s'empare d'une demi-lune et s'y loge malgré une résistance terrible.
En 1656, il fut employé devant Valenciennes.
L'année suivante il est aux sièges de Montmédy et de Mardyk, et aide le régiment de Piémont à prendre Bourbourg.
En 1658, il partage encore la gloire de ce vieux corps au siège de Dunkerque. Il était à la bataille des Dunes, et fit les sièges d'Ypres et de Gravelines. Ce fut lui qui emporta la contrescarpe et l'ouvrage à cornes de cette dernière place. Au mois de novembre, il était du corps d'observation rassemblé à Audenarde pendant qu'on traitait de la paix.

#### Guerre austro-turque
En 1664, le régiment d'Espagny fait partie du secours envoyé par Louis XIV à l'empereur Léopold sérieusement menacé par les Turcs. Il arriva en Hongrie et joua un rôle décisif le 1er août à la bataille de Saint-Gothard. Attaqué vivement par la cavalerie ottomane qui avait passé la Raab et mis dans une affreuse déroute l'infanterie impériale, il l'arrêta net, et la contraignit à repasser la rivière. Dans cette journée qui sauva l'empire, où les Turcs, vainqueurs des Autrichiens, vinrent échouer sur les piques françaises, et où ils perdirent 16 000 hommes et une immense quantité de drapeaux, d'étendards et de canons, le régiment eut encore la gloire d'enlever une batterie qui incommodait particulièrement le quartier de l'empereur Léopold. Ce prince, charmé du service que lui avait rendu le régiment d'Espagny, voulut qu'il emportât une marque de son estime et de sa reconnaissance, et dit, en lui faisant présent de quatre belles pièces de canon qui marchèrent longtemps à la suite du corps : « Gardez ces canons du Turc; vous les avez bien gagnés. » Le régiment d'Espagny avait eu dans cette bataille 200 hommes mis hors de combat, dont douze officiers.
A son retour de Hongrie, le régiment joignit le corps que M. de Pradel commandait en Allemagne, et fit en 1665 sous ce général le siège d'Erfurth.

#### Guerre de Candie
A son retour en France, il est mis en garnison à Ardres et réduit à quatre compagnies. Les autres furent versées dans le régiment de Champagne. Ainsi réduit, le régiment d'Espagny alla s'embarquer à Toulon, au mois de juin 1669, pour aller au secours de Candie assiégé par les Turcs. Cette expédition n'eut point un résultat heureux. Après avoir fait des prodiges de bravoure à la fameuse sortie du 25 juin, le régiment, comme le reste du corps expéditionnaire, fut obligé de se
rembarquer, et il était de retour en France au mois d'août.

### Régiment de Bandeville (1669-1677)

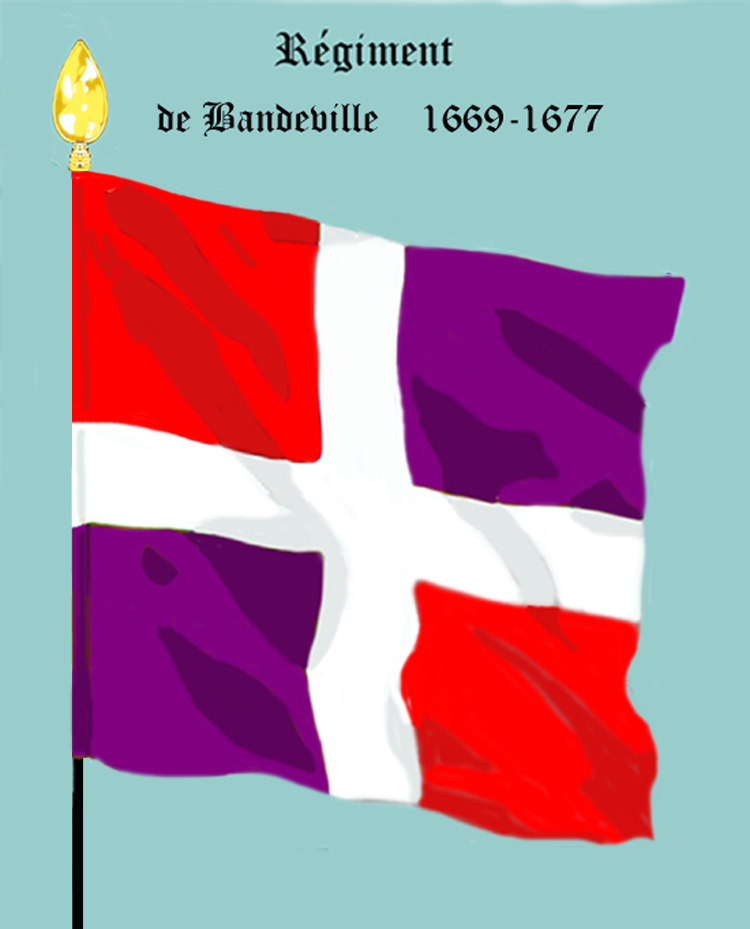
Régiment de Bandeville de 1669 à 1677

#### Guerre de Hollande
Porté à seize compagnies en 1671, et devenu le régiment de Bandeville, il fit, l'année suivante, la campagne de Hollande et prit part aux sièges de Maseyk, de Genappe et de Grave.
En 1673, il était au siège de Maastricht. Après la prise de Maastricht, le régiment de Bandeville fut envoyé en garnison à Trèves et fit partie, l'année suivante, de l'armée d'Allemagne. Il combattit sous Turenne à Seintzheim, Ensheim et Mulhausen.
En janvier 1675, sous les ordres de Charles Sévin chevalier de Bandeville, nommé colonel à la place de son frère Louis Sévin, le régiment décide avec le régiment de Navarre le succès de la journée de Turckheim. Il se trouve ensuite au siège de Dachstein, au combat d'Altenheim et au secours d'Haguenau et de Saverne. À la fin de cette année, il passe à l'armée de Flandre et arrive encore à temps pour prendre part au début de l'année 1676, aux sièges de Condé, de Bouchain et d'Aire.

### Régiment de Vaubecourt (1677-1695)

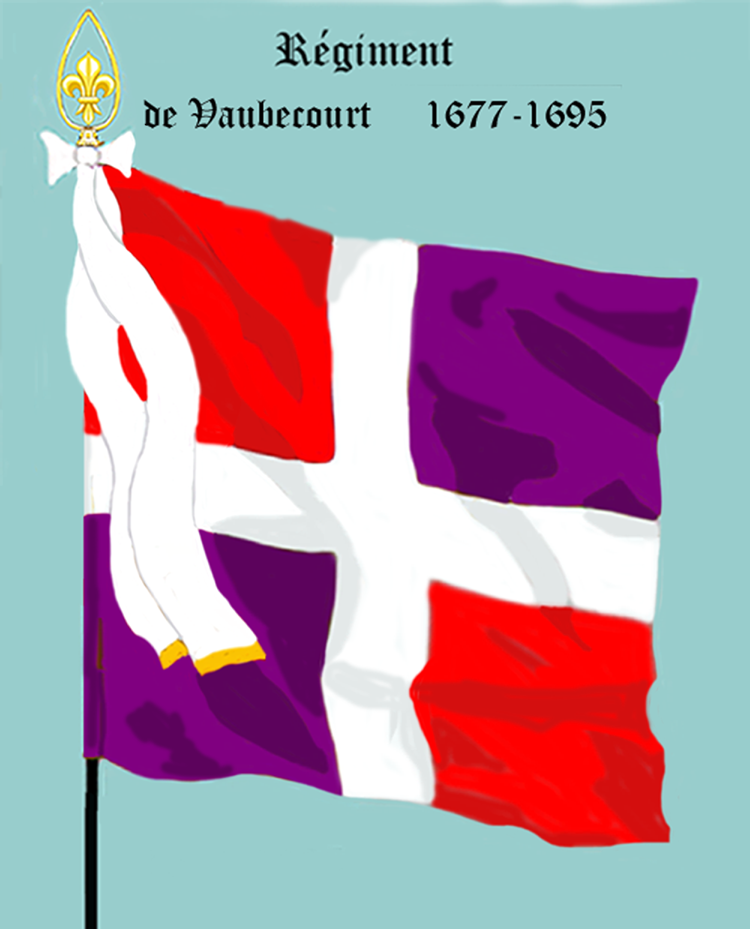
Régiment de Vaubecourt de 1677 à 1695

#### Guerre de Hollande
En 1677, il reprend le nom de régiment de Vaubecourt et reparaît sur le Rhin. Il contribue, sous le maréchal de Créquy, à la défaite du prince de Saxe-Eisenach, assiste à la bataille de Kokersberg et fait le siège de Fribourg où il rivalise d'ardeur avec le régiment de Normandie.
Il commence la campagne de 1678 en Flandre par les sièges de Gand et d'Ypres, repasse en Allemagne, se trouve au combat de Langendentzlingen, où il délivre 100 hommes cernés dans une église par le duc de Lorraine Charles, puis au combat de Seckingen, au siège de Kelh et à celui du château de Lichtemberg où son colonel reçoit une balle à la tête. Il termine enfin cette glorieuse guerre en 1678 par le combat de Minden.

#### Guerre des Réunions
Après quelques années de repos passées en Lorraine, le régiment de Vaubecourt qui était en 1683 en garnison à
Saarbruck, fait partie au mois de juillet du camp de Waudrevange et se rend en 1684 au siège de Luxembourg dans le cadre de la guerre des Réunions. Chargé le 27 mai de l'attaque du centre contre l'ouvrage à cornes, il exécute sa mission avec un ensemble et une vigueur admirables, et enlève, l'épée à la main, plusieurs ouvrages, entre autres la contregarde du bastion de Barlemont.

#### Guerre de la Ligue d'Augsbourg
En 1688, au début de la guerre de la Ligue d'Augsbourg, le régiment quitte sa garnison de Lille pour se rendre devant Philisbourg. Le colonel du régiment de Vaubecourt, Louis Claude de Nettancourt-Haussonville, y reçoit encore un coup de mousquet à la tête.
L'année suivante, le régiment se trouve à la bataille de Walcourt, où son colonel, Louis Claude de Nettancourt-Haussonville, est encore blessé à la tête d'un coup de mousquet. Il contribue ensuite à la prise de Mannheim et de Frankenthal, et enfin à la célèbre défense de Mayence. Cette même année, comme la plupart des vieux régiments, il était représenté à l'armée de Catalogne par un bataillon de nouvelle levée et qui
portait son nom.
En 1690, il combat à Fleurus.
En 1691, il fait le siège de Mons et prend part au bombardement de Liège

#### Glorieuse Révolution - Rébellions jacobites
L'année suivante, le régiment de Vaubecourt se rend à l'armée que le maréchal de Bellefonds assemblait sur les côtes de Normandie, dans le cadre de la glorieuse Révolution et des rébellions jacobites et qui devait tenter un débarquement en Irlande, en faveur de Jacques II. Cette expédition ayant manqué par suite de la prise de Limerick, le régiment fut envoyé dans le Dauphiné, et de là, en Piémont, à l'armée de Catinat.

#### Guerre de la Ligue d'Augsbourg
Il y débuta, en 1693, par la Bataille de Marsaglia, où ses deux bataillons formaient l'extrême gauche de la première ligne. Placé dans des broussailles, en avant de la cavalerie, il eut d'abord quelque désavantage, mais il se releva et soutint l'honneur de son drapeau.
Passé en Catalogne en 1694, il se trouve à la bataille du Ter et aux sièges de Palamos, de Gérone, d'Ostalrich et de Castelfollit. Jeté dans Palamos à la fin de la campagne, il contribua à la défense de cette place en 1695.

### Régiment de Nettancourt (1695-1704)

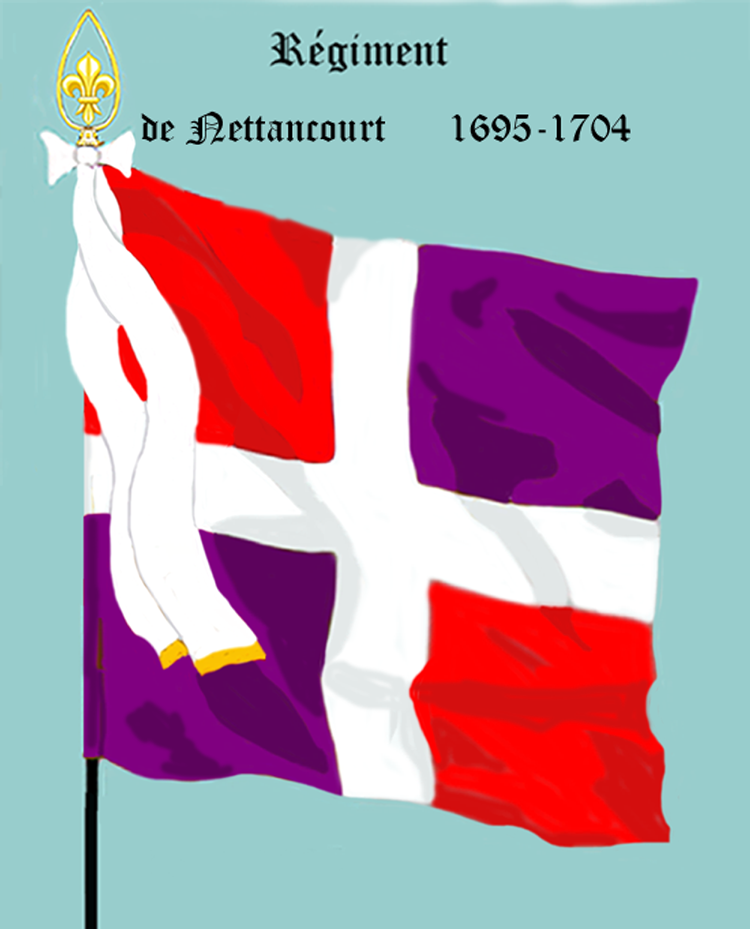
Régiment de Nettancourt de 1695 à 1704

#### Guerre de la Ligue d'Augsbourg
Cette même année et il retourna en Piémont, sous le nom de régiment de Nettancourt, pour l'ouverture des hostilités, en 1696.
La seule opération importante de cette année, 1696, fut le siège de Valencia , où il fit de grandes
pertes en repoussant une sortie le 29 septembre.
Après la levée du siège de Valenza, il revint en France, et fit la campagne de 1697 à l'armée de la Moselle, qui n'entreprit rien.

#### Guerre de succession d'Espagne
À l'ouverture de la guerre de succession d'Espagne, le régiment de Nettancourt se rendit à Landau, où il fut investi, en avril 1702, par le roi des Romains Joseph Ier. La tranchée ne fut ouverte qu'au mois de juin. Le commandant avait mis tous ses soins à bien défendre les approches. Il avait jeté dans l'église et le cimetière de Keicheim , petit village à un tiers de lieue de Landau, trente hommes du régiment, qui y fit pendant trois jours une sublime défense. Dans la distribution des différents postes de la ville, le 1er bataillon fut chargé de la défense du chemin couvert, et le 2e de celle de l'ouvrage à couronne. Ils s'acquittèrent tous les deux, avec une grande distinction, de la mission qui leur avait été confiée, en repoussant les attaques et renversant plusieurs fois les ouvrages de l'ennemi. Le 2 août, un grenadier osa, à la faveur du feu que faisait la lunette de la porte de France, aller seul enlever des grenades que les assiégeants avaient déposées au bord du fossé. Malgré la bravoure de la garnison, Landau fut obligé de se rendre après un siège de cinq mois. Ses défenseurs, réduits de 3 500 à 500 hommes, obtinrent une capitulation digne d'une si belle défense. Leurs glorieux débris furent envoyés à Strasbourg sans condition. Le marquis de Nettancourt, Louis-Claude qui avait été fait prisonnier par les Impériaux, en cherchant à rejoindre son régiment dans Landau, fut mis en liberté, sans rançon, par le roi des Romains Joseph Ier, en considération des services que le corps avait rendus à l'empereur Léopold à la bataille de Saint-Gothard.
En 1703, le régiment de Nettancourt, promptement rétabli, servit, sous les ordres du maréchal de Villars, au siège de Kelh, au passage des fameux défilés du Hornberg et au combat de Munderkirchen. Arrivé en Bavière, il se trouva à la première bataille d'Höchstädt et à la prise d'Ulm et d'Augsbourg.
En 1704, Villars avait été remplacé par Marchin et Tallard. L'armée ne tarda pas à s'en apercevoir.Le régiment de Nettancourt, après avoir hiverné à Donauwerth, y était encore au 1er juillet, quand les Autrichiens marchèrent contre le maréchal d'Arco, campé, avec 7 000 Bavarois, sur le Schellenberg (de), à peu de distance de Donauwerth. Le régiment accourut, le 3 juillet, avec quelques autres à leur aide, et fit avec eux la plus opiniâtre résistance. Leurs retranchements furent attaqués trois fois inutilement. Enfin, après trois heures de combat, les lignes furent forcées ; les Bavarois firent péniblement leur retraite, et le régiment rentra dans Donauwerth, après avoir perdu trente-six officiers tués ou blessés et des soldats en proportion. Le colonel marquis de Nettancourt, qui avait acheté le régiment 70 000 livres, en 1695, et qui s'était ruiné pour le rétablir l'année précédente, y fut mortellement blessé. Il mourut, le 13 juillet, à Augsbourg. Il fut remplacé par Adrian de Silly, comte de Mailly-La-Houssaye dont le régiment prit le nom.

### Régiment de Mailly (1704-1708)

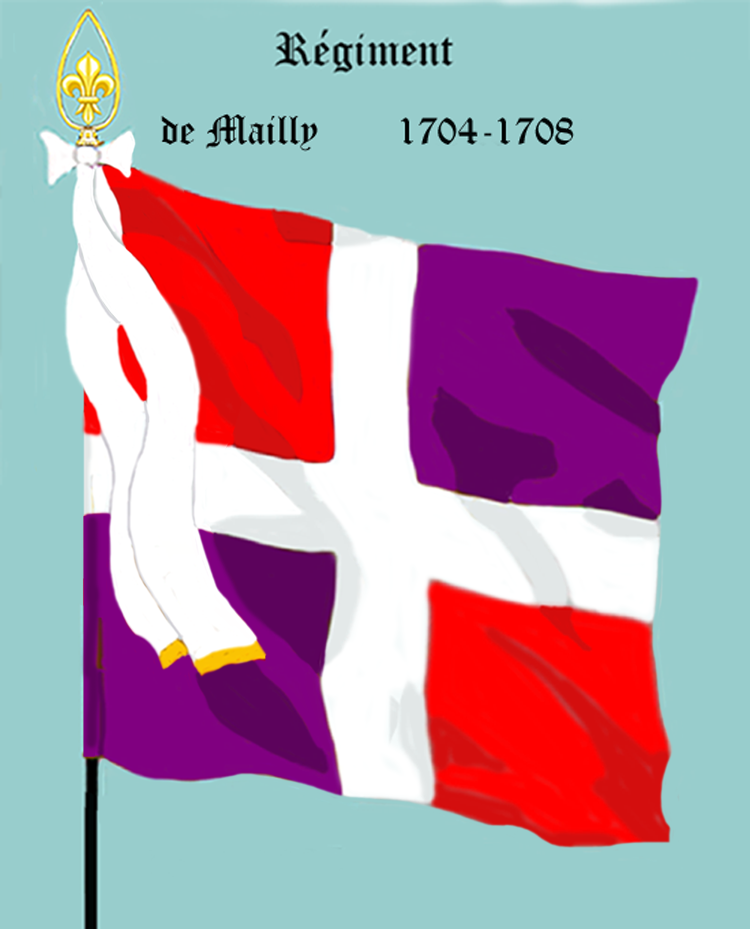
Régiment de Mailly de 1704 à 1708

#### Guerre de succession d'Espagne
Hors d'état de tenir la campagne de 1704, le corps fut jeté dans Augsbourg, et après la fatale journée d'Höchstädt, il rallia les débris de l'armée et repassa le Rhin.
Il s'établit à Huningue, et y demeura pendant toute l'année 1705.
Au mois de mars 1706 il se rendit, avec M. de Legall, à l'armée de Catalogne (en), et prit part au siège de Barcelone. Dans un de ses jours de garde, il repoussa vigoureusement une sortie.
En 1707, il était à la bataille d'Almansa, où ses deux bataillons formaient l'extrême gauche de la première ligne d'infanterie. Ils pénétrèrent jusqu'à la deuxième ligne de la droite ennemie, et contribuèrent beaucoup à la victoire, en enfonçant à la baïonnette un corps de 3 500 hommes qu'ils poursuivirent jusque dans les montagnes. Le régiment de Mailly servit encore, cette année, au siège de Lérida, et après la prise de cette ville, au mois de novembre, il retourna dans le royaume de Valence, et contribua, le 15 décembre, à la prise de Morella.

### Régiment de Bueil-Racan (1708-1712)

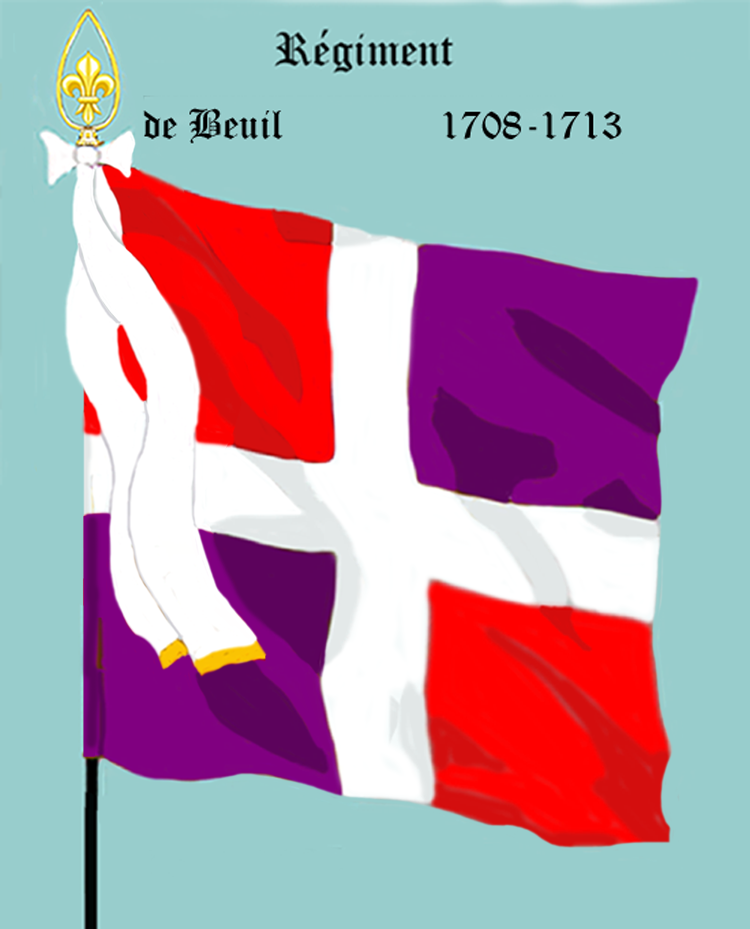
Régiment de Bueil-Racan de 1708 à 1713

#### Guerre de succession d'Espagne
En 1708, devenu régiment de Bueil-Racan, il prend part au siège de Tortose et à la prise de Dénia. La prise de Pons, celle d'Aulot et le passage de vive force du pont de Montanana furent encore des journées de gloire pour le régiment.
L'année suivante, il continua de servir en Espagne, et se trouva à la prise du château d'Alicante.
En 1710, il passa à l'armée de Flandre. Il fut de la belle défense d'Aire avec le marquis
de Guébriant. Pendant ce siège de cinquante-huit jours, il fit un grand nombre de sorties heureuses. Les compagnies de grenadiers surtout y firent un mal énorme à l'ennemi, et furent renouvelées jusqu'à quatre fois.
Le colonel Pierre Antoine comte de Bueil-Racan, qui avait donné de grandes marques de talents et de bravoure fut fait maréchal de camp : il conserva cependant encore pendant quelque temps la possession du régiment.
En 1711, l'armée de Flandre étant réduite à la défensive, le régiment de Bueil garda la place de Saint-Omer jusqu'au 12 juin. Il partit alors pour aller renforcer l'armée d'Alsace.

### Régiment La Brosse (1712-1713)

#### Guerre de succession d'Espagne
Revenu en Flandre dans le temps où le maréchal de Villars ressaisissait enfin la victoire à Denain, le régiment, devenu Régiment La Brosse, servit aux sièges de Douai, du Quesnoy et de Bouchain. Les grenadiers se couvrirent de gloire à l'attaque du chemin couvert de Douai. La place capitula le 8 septembre sous les drapeaux de La Brosse, qui occupa immédiatement la porte Morel.
Cette frontière étant désormais protégée, le régiment retourne en Alsace en 1713 et arrive devant Landau. Il contribue le 12 août à emporter une place d'armes et le 18, les grenadiers font des merveilles à l'attaque des contre-gardes. Enfin le régiment a la satisfaction de voir capituler sous ses drapeaux cette place qu'il avait si vaillamment défendue en 1702. Il termina cette campagne et la guerre par le siège de Fribourg, où le marquis de La Brosse, François Henri de Tiercelin, mourut de maladie.

### Régiment de Boufflers (1713-1718)

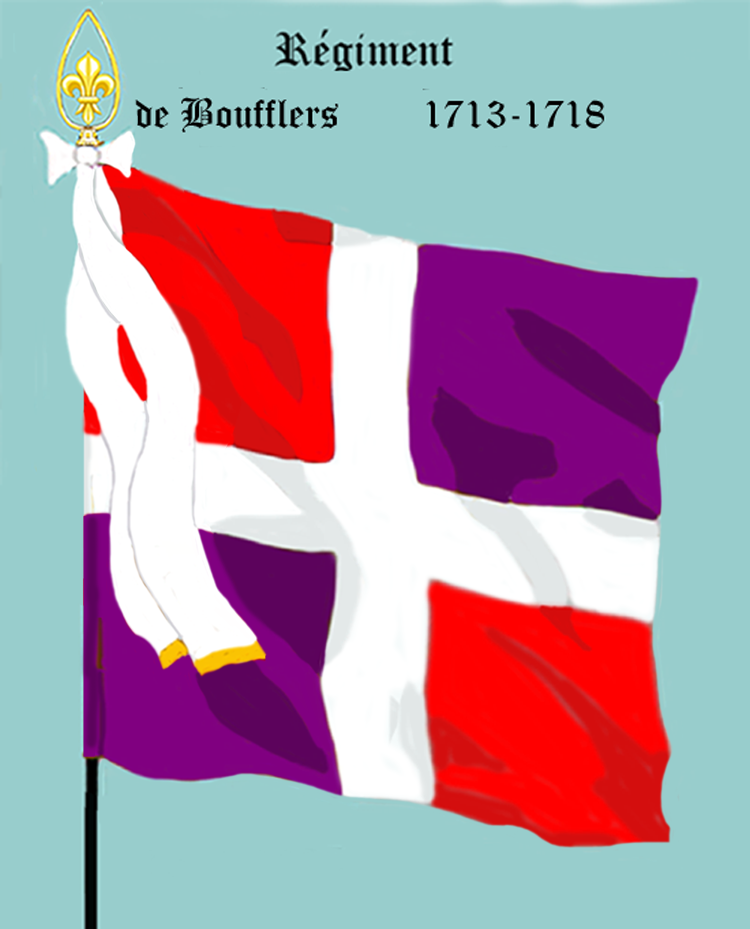
Régiment de Boufflers de 1713 à 1718

#### Guerre de succession d'Espagne
Il devint alors la propriété du marquis de Boufflers-Rémiancourt et, après le traité de Rastatt, il fut envoyé à Lyon où ses cadres furent remplis en 1714 par l'incorporation des régiments de Choiseul-Beaupré le 19 janvier, de La Raimbaudière le 21 du même mois, de Barbançon le 28 mai, de Sennectère et d'Entragues le 12 novembre.

#### Période de paix
Il parcourut ensuite les garnisons de Bergues, d'Arras et de Dunkerque.

### Régiment de Pons (1718-1735)

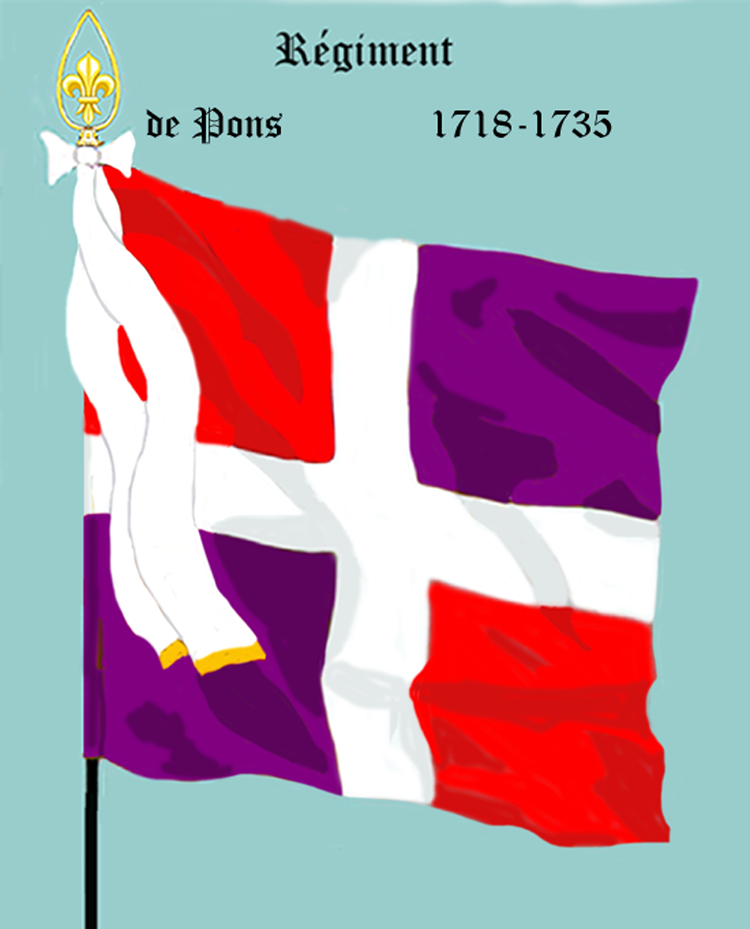
Régiment de Pons de 1718 à 1735
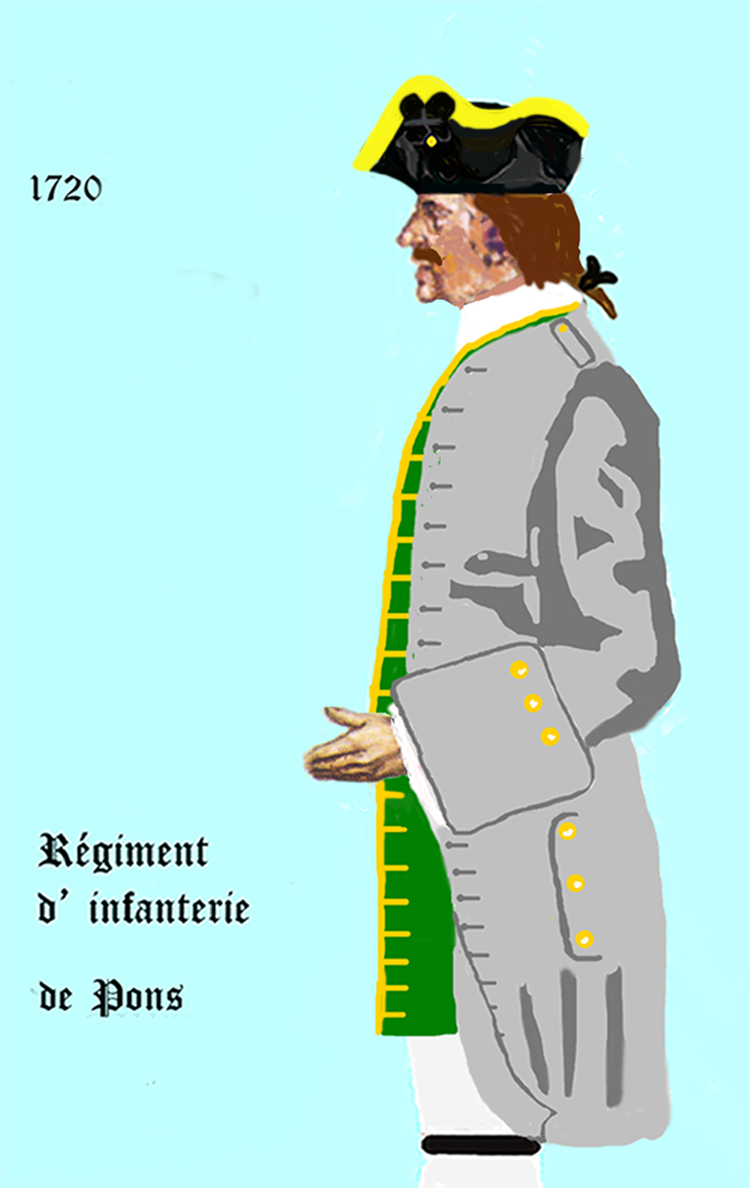
Régiment de Pons de 1720 à 1735

#### Période de paix
Appartenant alors au prince de Pons de la maison de Lorraine, fils du précédent colonel, le régiment de Pons travailla à la construction de l'écluse et aux réparations du Fort-Mardyck pendant les années 1721 et 1722.
En 1723, il était employé aux travaux du canal de Briare, et il se trouvait en 1725 à Strasbourg lors du mariage du roi de France avec la fille de Stanislas Leczinski en raison de son instruction et sa belle tenue.
Pendant les années suivantes, il occupa successivement les garnisons de Valence et Romans, Montauban et Moissac, Blaye et Bordeaux, Vienne et Romans.
En 1731, il travailla aux fortifications de Thionville, et il faisait partie du camp de la Moselle quand la guerre éclata.

#### Guerre de Succession de Pologne
Le régiment de Pons servit en 1733 au siège de Kehl et se fit remarquer dans la deuxième garde qu'il y monta. La sape se trouvait enfilée par un chantier de bois qui était sur le flanc de l'ouvrage à cornes du côté du Rhin. Les grenadiers en chassèrent les tirailleurs allemands qui, en se retirant, y mirent le feu. Après la prise de Kehl, le régiment fit partie des dix bataillons chargés d'occuper l'île du Marquisat. Il eut à la fin de la campagne ses quartiers à Colmar où il forma un 3e bataillon.
L'année suivante il se trouva à l'attaque des lignes d'Ettlingen et au siège de Philippsbourg.
En 1735 il était au combat de Klausen.

### Régiment de Marsan (1735-1743)

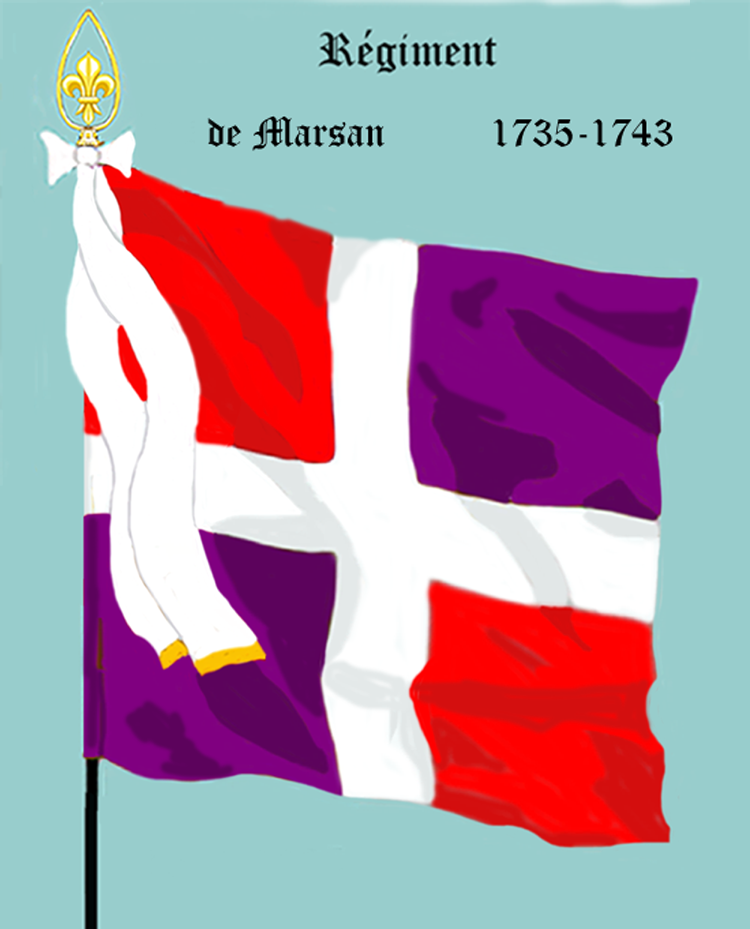
Régiment de Marsan de 1735 à 1743
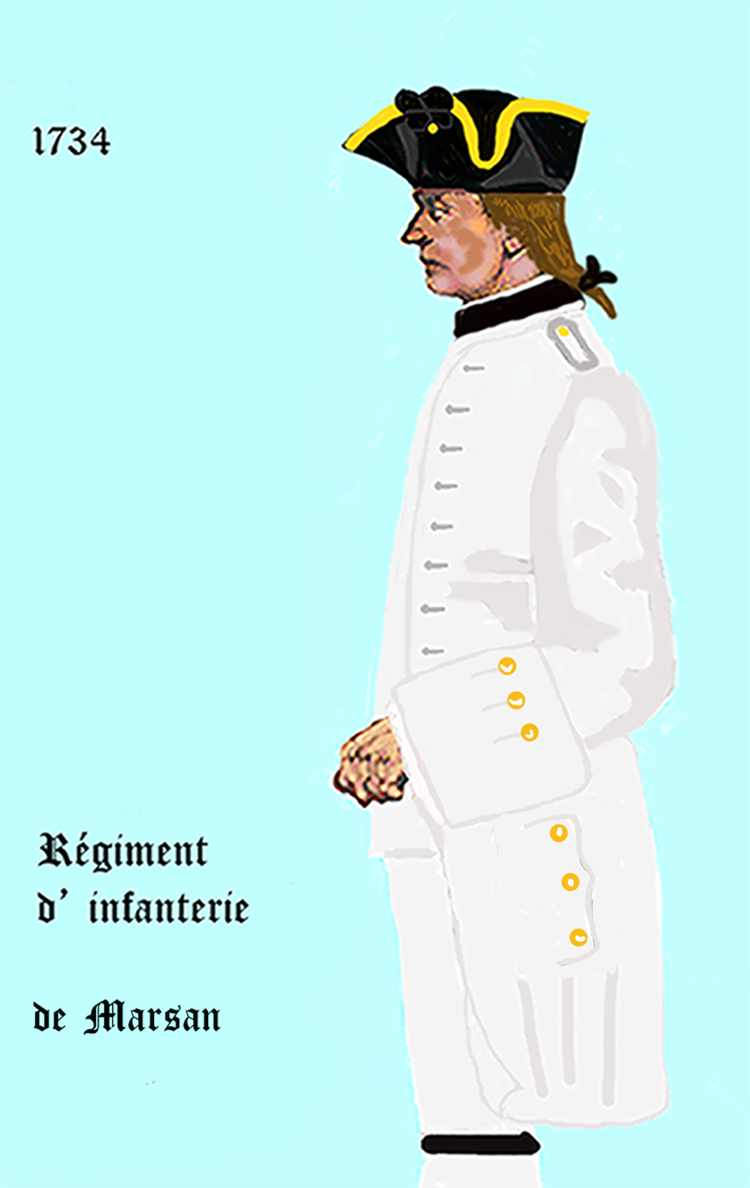
Régiment de Marsan de 1735 à 1743

#### Période de paix
Pendant les six années de paix qui suivirent, le régiment, devenu régiment de Marsan, tint successivement garnison à Douai, Bergues, Arras et Lille.

#### Guerre de Succession d'Autriche
Dans le cadre de la guerre de Succession d'Autriche il quitta cette dernière place en 1741 pour se rendre à l'armée de la Meuse sous le maréchal de Maillebois, et passa l'hiver en Westphalie, les deux premiers bataillons à Kempen et le 3e à Kaldkirchen.
Pendant les premiers mois de la campagne de 1742, il demeura au camp de Juliers, d'où il partit au mois de juin pour
se rendre sur les frontières de la Bohême. Il fut bientôt détaché, sous les ordres du prince de Conti,
pour aller au secours de Braunau en Bavière. Le 24 novembre, le prince et plusieurs officiers généraux étaient sur les bords de l'Isar, observant si les ennemis réparaient un pont que les Français avaient brûlé la veille, quand un détachement autrichien, franchissant la rivière un peu plus haut, trouva moyen, à la faveur des broussailles, d'approcher de très-près la troupe dorée. C'en était fait d'elle sans l'arrivée d'une patrouille du régiment de Marsan qui donna l'éveil. Le régiment passa cet hiver à Dingolfingen.
Au mois de mars 1743, les généraux reconnaissant la faiblesse de ce poste, décidèrent de ne laisser dans la ville que des détachements, afin de ne point compromettre des corps entiers et des drapeaux. En effet, le 17 mai, Dingolfingen fut attaqué par des forces considérables, mais cette ville fut sauvée par le courage et la présence d'esprit du sergent de grenadiers qui fit jeter dans la rivière une partie du tablier du pont. L'ouvrage qui était en tête de ce pont avait été défendu avec un rare acharnement par les piquets du régiment. Le régiment de Marsan demeura jusqu'au 25 juin campé vis-à-vis de Dingolfingen, mais l'armée française ayant été obligée de battre en retraite devant le prince Charles, il se retira au camp sous
Ratisbonne. Au mois d'août, il rétrograda jusqu'au Rhin, fut d'abord cantonné à Rheinau et Diebolsheim, prit part au fameux combat de Rheinweiler, occupa Strasbourg et Lauterbourg et eut enfin ses quartiers d'hiver à Sarrelouis, où il fut rejoint par un détachement de 86 hommes qui avaient contribué à la défense d'Ingolstadt.

### Régiment de Bouzols (1743-1745)

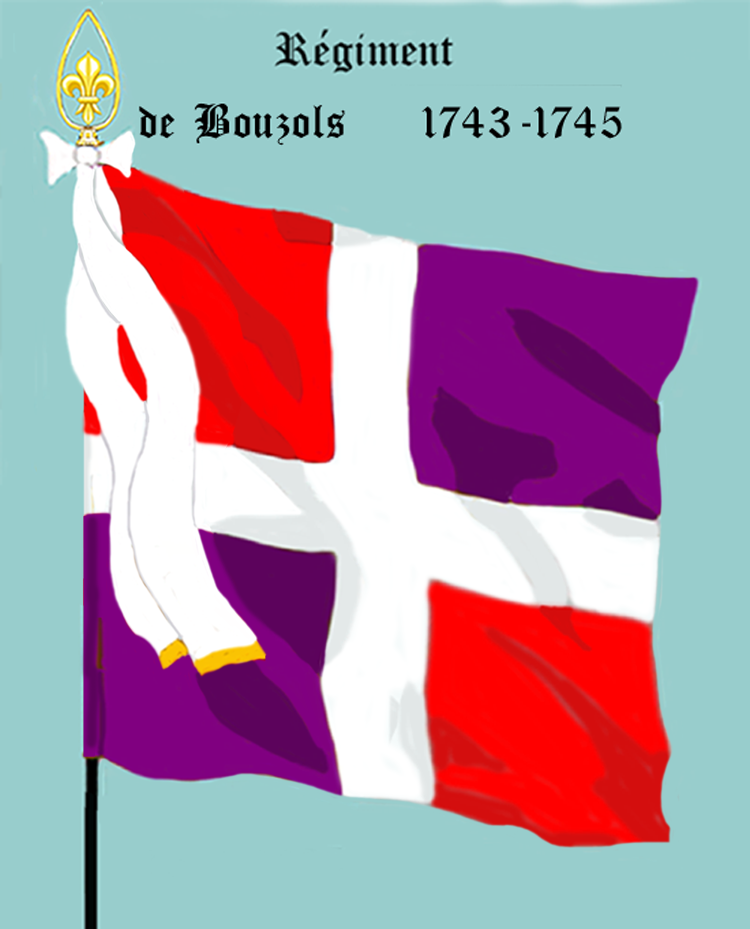
Régiment de Bouzols de 1743 à 1745

#### Guerre de Succession d'Autriche
Il avait été donné dans le courant de cette année au marquis de Bouzols qui lui avait donné son nom.
Le 5 juillet 1744, le régiment se trouve à la reprise des lignes de la Lauter et de Wissembourg. Une vingtaine de grenadiers s'aidant de leurs baïonnettes, grimpent au mur, se précipitent dans la place et en ouvrent les portes à leurs camarades. L'attaque des retranchements de Suffelsheim, le combat d'Augenheim et le siège de Fribourg furent encore des occasions de gloire pour le corps qui permit au régiment de s'établir dans le chemin couvert. Il passa le quartier d'hiver à Aschaffenburg.
Au mois de mars 1745, le régiment de Bouzols contribue à la prise du château de Kronembourg et se rend au mois de juin en Flandre, où il est employé aux sièges d'Audenarde, de Termonde et d'Ath. Termonde capitula sous ses drapeaux. On le jeta ensuite dans Beaumont et Philippeville, les alliés semblant vouloir faire une pointe de ce côté.

### Régiment de Mailly (1745-1758)

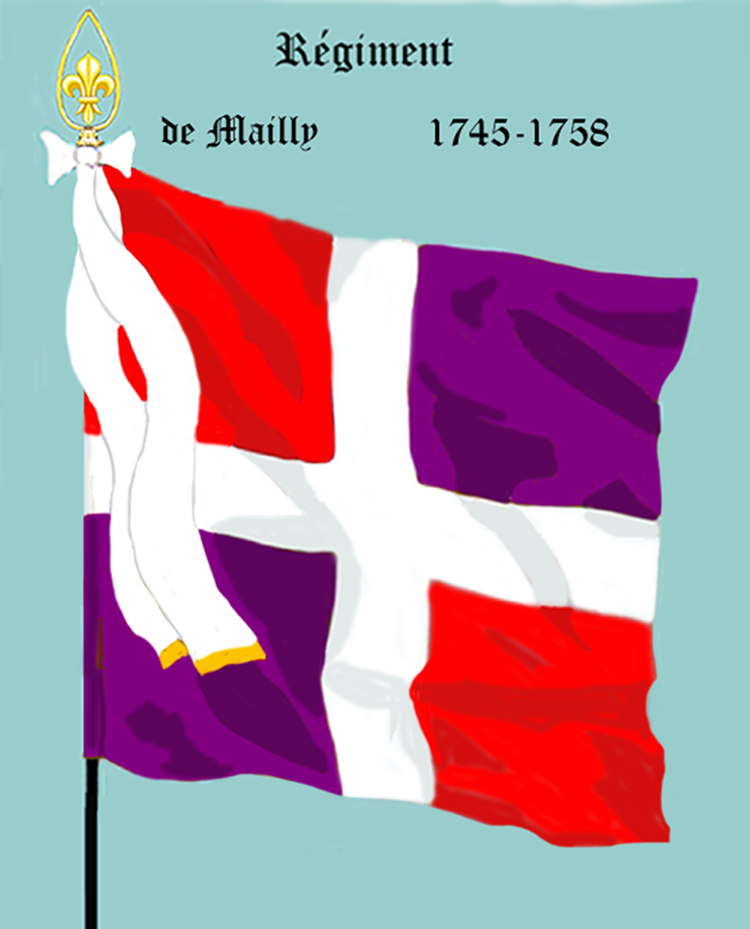
régiment de Mailly de 1745 à 1758

#### Guerre de Succession d'Autriche
Le régiment, donné à la fin de cette année, comme une espèce de compensation, au mari de la sensible marquise de Mailly, après avoir passé l'hiver à Longwy et Sedan, se rendit en 1746 au siège de Mons, où il s'empara avec trente hommes d'une redoute défendue par cinquante. Il participa au siège de Saint-Ghislain, aux prises de Charleroi et de Namur, le régiment de Mailly combattit à Rocoux dans la division du marquis de Clermont-Gallerande. Cette division eut ordre d'attaquer le village de Lier, mais elle fit d'abord un faux mouvement et resta longtemps exposée aux feux de l'ennemi. Cependant elle se rallie, attaque le centre et la gauche du village de Varoux, et tous les régiments renversent les bataillons hessois et hanovriens, et restent maîtres du village. Le régiment de Mailly y prit un bataillon hessois, un drapeau, une cornette anglaise et deux pièces de canon ; mais de si beaux trophées furent chèrement payés : vingt officiers et 400 hommes restèrent sur le champ de bataille. À la fin de cette année, le régiment de Mailly se rendit en Provence, que l'armée autrichienne menaçait sérieusement. Il y fit la campagne d'hiver, après laquelle il entra à Vienne, où il leva un 4e bataillon.
Le 19 juillet 1747, le régiment combattit au col de l'Assiette. Il y attaqua quatre fois les retranchements des ennemis, et paya la folie des généraux par la perte de quinze officiers et de 450 soldats tués ou blessés, le colonel Louis marquis de Mailly étant parmi les blessés.

#### Période de paix
Après le traité d'Aix-la-Chapelle qui met fin à la guerre en 1748, il fut mis en garnison à Embrun et Mont-Dauphin, d'où il passa à Valence et Montélimar, puis à Perpignan, Collioure, Montlouis et Villefranche. Il occupa ensuite Montpellier et diverses places des Cévennes. Il se rendit plus tard à Bayonne, Saint-Jean-Pied-de-Port et Navarrenx, et enfin à Aire-sur-l'Adour.

#### Guerre de Sept Ans
En 1756, quand la guerre recommença sur mer avec les Anglais, il fit partie des troupes campées sous Le Havre, et, à l'arrière-saison, il fut établi dans les villes de Beauvais, Noyon, Soissons et Senlis.
En 1757 il était à Cambrai, quand il reçut l'ordre de rejoindre l'armée que le maréchal d'Estrées assemblait sur le Bas-Rhin. Il se trouva bientôt après à la bataille d'Haastembeck, où il éprouva une perte de 150 hommes. Au mois d'octobre, il passa à l'armée de Saxe, commandée par le prince de Soubise Charles et arriva justement pour prendre sa part du désastre de Rossbach. Il occupait dans cette funeste journée la droite de la seconde ligne d'infanterie derrière le régiment de Piémont, et éprouva le même sort que ce vieux corps. Il perdit 40 officiers et 700 soldats tués, blessés ou prisonniers, quoiqu'il eût laissé près des deux tiers de son effectif dans les places et les hôpitaux du Hanovre et de la Basse-Saxe. Après la déroute de la bataille de Rossbach, le régiment fut envoyé à Hanovre.

### Régiment de Talaru (1758-1761)

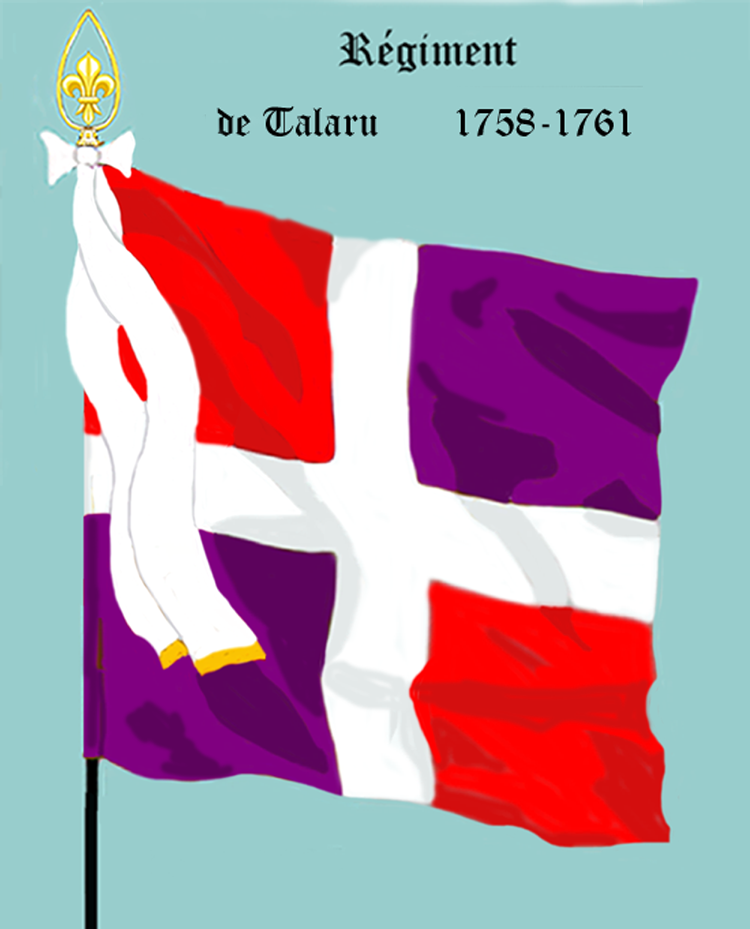
Régiment de Talaru de 1758 à 1761

#### Guerre de Sept Ans
Devenu régiment de Talaru, il quitta Hanovre en janvier 1758 pour aller à Hildesheim et ensuite à Paderborn. Il était au mois de mars à Wesel, et rentra peu après en France. Il fut employé jusqu'en 1760 à la défense des côtes de Bretagne, et avait ses quartiers principaux à Brest.
En 1759, il repoussa un débarquement des Anglais dans la baie de Cancale, et essuya une très-forte
canonnade de la flotte de l'amiral Harvey, qui voulait enlever quatorze frégates réfugiées dans le port du Conquet. Peu de temps après, un détachement de 200 hommes, embarqué sur la flotte du maréchal de Conflans, se trouva au combat naval des Cardinaux.
En 1761, le régiment partit de Saint-Omer, où il avait passé la mauvaise saison, pour rejoindre l'armée du Bas-Rhin. Il campa d'abord sous Wesel, prit part, le 21 juin, à l'attaque de Luynen, et se trouva aux combats des 15 et 16 juillet, près de Villinghausen. Il quitta peu après l'armée du prince de Soubise et joignit celle du maréchal de Broglie. Arrivé au camp de Grebenstein, il fut chargé, en septembre, d'occuper la forêt de Sababurg pour couvrir la droite de l'armée. Il y fut attaqué de front par 1 600 hommes, pendant qu'une colonne de 15 000 alliés cherchait à filer sur ses derrières. Dans cette position critique, il exécuta une marche de quatre lieues sans se laisser entamer, et donna, par cette belle manœuvre, le temps au comte de Stainville de se retirer au camp retranché de Cassel.

### Régiment de Chatellux (1761-1762)

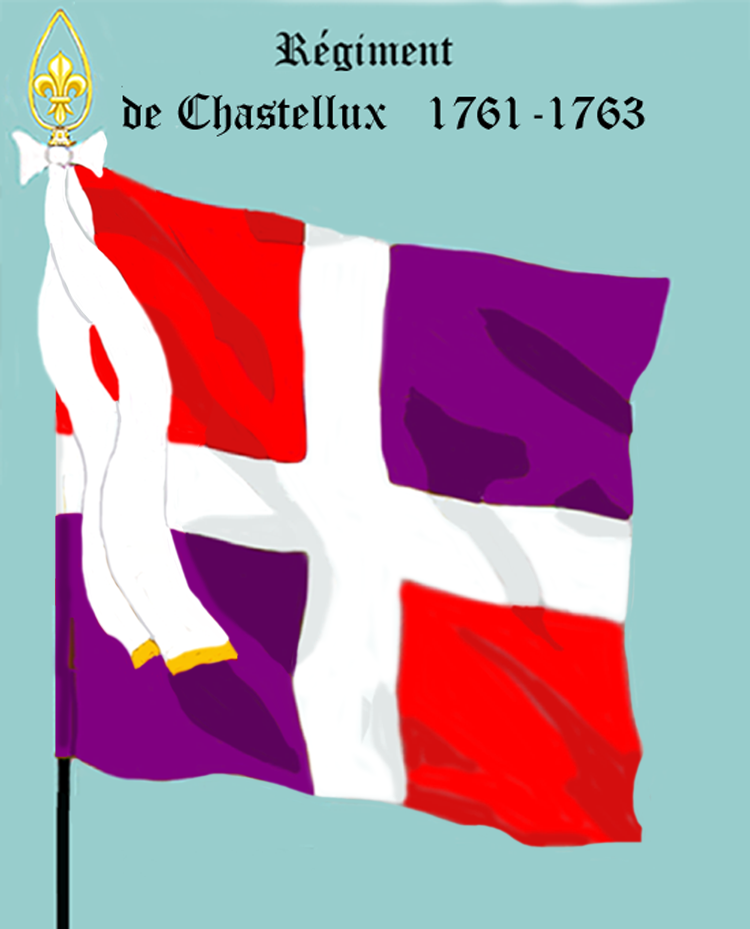
Régiment de Chastellux de 1761 à 1762

#### Guerre de Sept Ans
Il fit, Sous le nom régiment de Chatellux, il fit la campagne de 1762 à la même armée, sans prendre part à aucune opération importante, et il rentra en France en mars 1763 après le traité de Paris.

### Régiment de Guyenne (1762-1776)

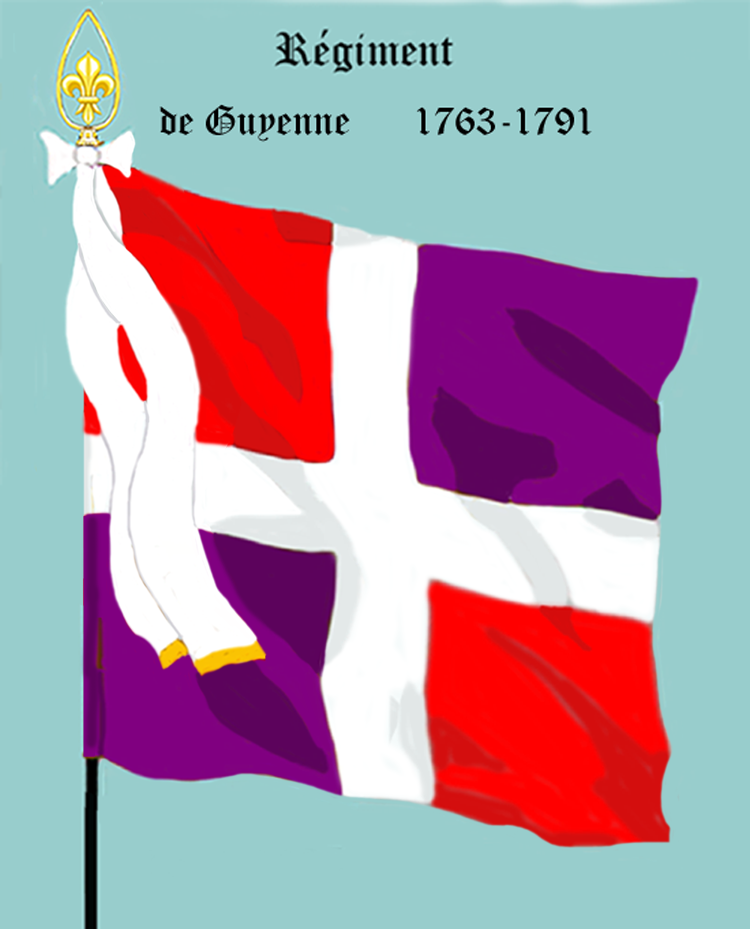
Régiment de Guyenne de 1762 à 1776
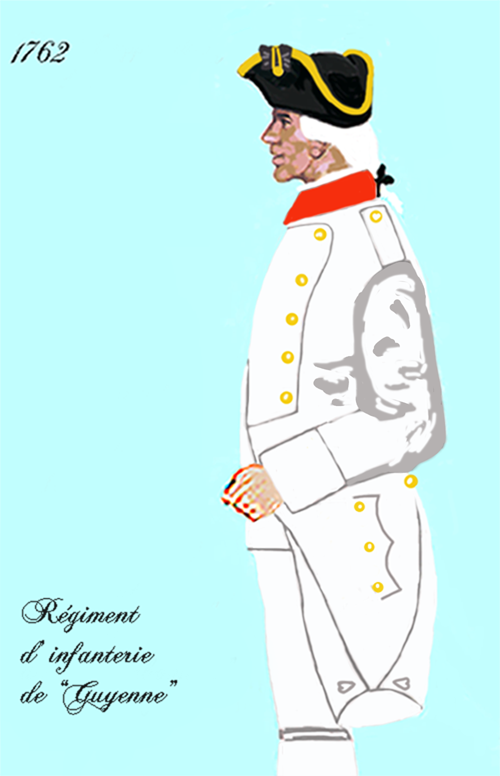
Régiment de Guyenne de 1762 à 1776

#### Période de paix
Lors de la réorganisation des corps d'infanterie français de 1762, le régiment de Chastellux conserve ses quatre bataillons et prend le nom de régiment de Guyenne, cessant d'être régiment de gentilshommes et prenant le titre de la province de Guyenne, qui avait été porté jusque-là par un régiment créé sous Louis XIV, et réformé cette année.
Placé d'abord à Landau, le régiment de Guyenne se rendit à Sarrelouis en octobre 1765.
En 1767, il fit partie du camp de Compiègne, après lequel il retourna à Sarrelouis.
On le trouve, en 1769, occupé aux travaux de Saint-Omer.
En 1771, il est envoyé en Bretagne pour en imposer au parlement de cette province en lutte avec le chancelier Maupeou, et après quelques courses, il s'établit à Brest au mois de mai.
Il vint à Lille en octobre 1773 et, en septembre 1775, ses trois premiers bataillons se rendent à Givet, pendant que le 4e va s'embarquer à Nantes pour la Martinique.
L'ordonnance du 25 mars 1776 le partagea en deux régiments :
- les 2e et 4e bataillons composèrent le régiment de Viennois dont l'uniforme eut le collet vert et les boutons blancs. Ses drapeaux reproduisirent les couleurs de ceux de Guyenne, mais chaque carré fut partagé en deux triangles de couleur différente. L'ordonnance du 19 février 1777 fixa le régiment de Viennois au 22e rang dans l'infanterie.
- les 1er et 3e bataillon formèrent le régiment de Guyenne, dont l'uniforme eut le collet, les revers et les parements rouge piqué de blanc avec les boutons jaunes. L'ordonnance du 19 février 1777 fixa le régiment de Guyenne au 21e rang dans l'infanterie.

### Régiment de Viennois (1776-1791)

#### Guerre d'indépendance des États-Unis - Guerre franco-anglaise

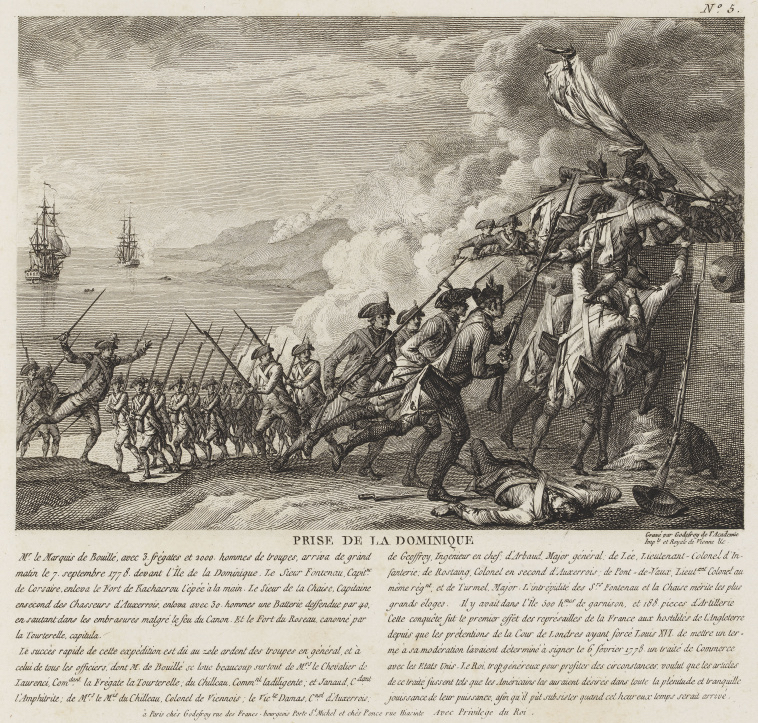
La prise de la Dominique par François Godefroy
Bibliothèque du Congrès, Washington DC

Le régiment de Viennois, formé avec les 2e et 4e bataillons de l'ancien régiment de Guyenne, avait son 2e bataillon à la Martinique depuis le 20 novembre 1775, dans le cadre de la guerre d'indépendance des États-Unis. 
Resté en France, le 1er bataillon quitta Givet en juin 1776 pour se rendre à Arras. Il est à Dieppe au mois de novembre de la même année.
En août 1777, le 1er bataillon était à Dinan et il s'embarqua à Saint-Malo, peu de temps après, pour passer à la Martinique, où le régiment se trouva réuni le 25 novembre 1777.
Le 8 septembre 1778, dans le cadre de la guerre franco-anglaise, les grenadiers et chasseurs, commandés par le colonel Marie-Charles du Chilleau, prennent part, avec les régiments d'Auxerrois et de la Martinique, à la prise de la Dominique.
Au mois de juin 1779, un détachement fait partie de l'expédition du chevalier du Rumain contre l'île Saint-Vincent (en). Les troupes se présentent le 16 dans la baie d'Young-Island (en). Kingstown et les forts capitulent immédiatement. En juillet, 50 grenadiers sont à la prise de la Grenade, sous le comte d'Estaing.

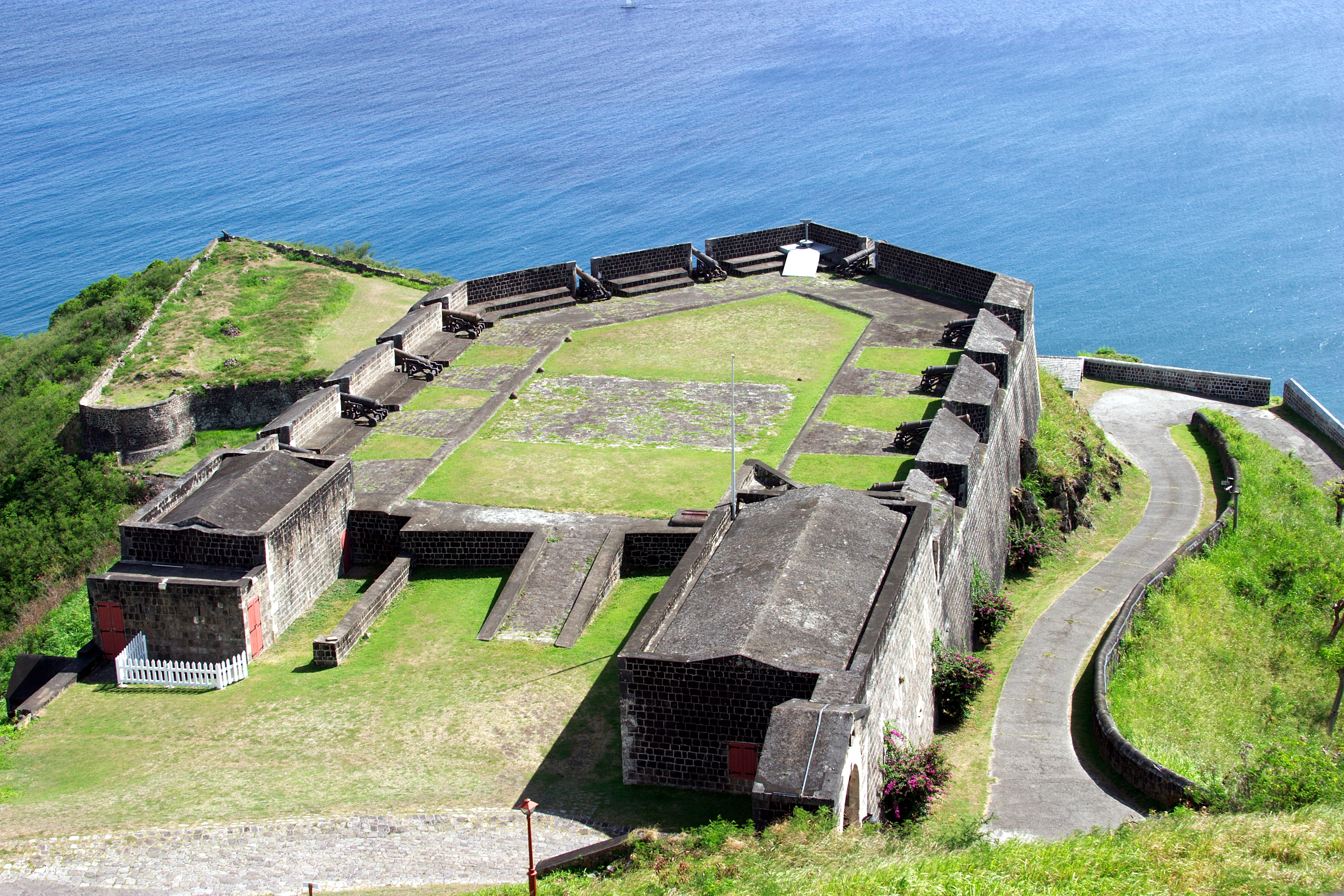
Forteresse de Brimstone Hill

Le 12 avril 1780, un détachement s'embarque au Fort-Royal de la Martinique, sur la flotte du comte de Guichen, et se trouve aux combats des 17 avril puis des 15 et 19 mai, contre l'amiral Rodney. Le reste du régiment, avec le colonel, est dans le même temps transporté, sur les vaisseaux du comte de Grasse, dans l'île de Tobago, où un contingent Français occupait déjà le fort de Scarborough. À l'arrivée de ce renfort, la garnison anglaise, qui s'était retranchée sur le mont Concord, l'évacue pendant la nuit, mais, poursuivie de près, elle capitule le 2 juin. Le 86e régiment d'infanterie anglais (en) est pris tout entier. Rentré après cette expédition à la Martinique, le régiment de Viennois se rembarque, le 5 janvier 1782, pour la conquête de Saint-Christophe, que les Anglais venaient de ressaisir. Les troupes françaises prennent terre à six heures du soir et marchent sur Bristone-Hill,où la garnison s'était retirée. Le régiment de Viennois, conduit par le marquis du Chilleau, tourne le morne par la droite pour occuper le poste de Sandy-Point, tandis que le régiment irlandais de Dillon l'investit par la gauche. Le 15, les Anglais mettent le feu à Sandy-Point. Forcé d'abandonner ce poste, le régiment de Viennois s'établit sur la hauteur et ouvre la tranchée devant Bristone-Hill dans la nuit du 16 au 17 janvier. Le 28 janvier, l'amiral Hood débarque 1 300 hommes qui mettent un instant en danger les détachements d'Auxerrois, d'Agénois et de Touraine, laissés au port de la Basseterre. Le régiment de Viennois et les autres troupes du siège volent à leur secours, et les Anglais remontent sur leurs vaisseaux. La place capitule le 12 février, et la petite île de Niévès suit le sort de Saint-Christophe. Au mois d'avril, des compagnies du régiment de Viennois étaient sur la flotte du comte de Grasse, dont le Scipion pendant les combats livrés à Rodney.
9 soldats de ce régiment sont morts aux États-Unis durant guerre d'indépendance des États-Unis.

#### Période de paix
Après les traités de Paris et de Versailles, le régiment, parti de la Martinique le 18 mai 1783 pour rentrer en France, débarqua à Rochefort le 25 juillet, et après un court séjour à Saint-Jean-d'Angély, se rendit à Aire, qu'il quitta pour aller à Calais, en octobre 1785.
Envoyé, à Dinan, en novembre 1787, pendant les troubles d'Irlande, il revint sur ses pas le mois suivant et occupa Boulogne et Calais.
En mars 1788, il fut placé à Dunkerque, où il demeura jusqu'au commencement de l'année 1792.

### 22erégiment d'infanterie de ligne ci-devant Viennois (1791-1794)
L'ordonnance du 1er janvier 1791 fait disparaître les diverses dénominations, et les corps d'infanterie ne sont désormais plus désignés que par le numéro du rang qu'ils occupaient entre eux. Ainsi, 101 régiments sont renommés et le régiment de Viennois devient le 22e régiment d'infanterie de ligne. Les régiments sont toutefois largement désignés avec le terme ci-devant, comme 22e régiment d'infanterie ci-devant Viennois.

#### Guerre de la Première Coalition
En 1792 le régiment vint à Saint-Omer, et quand la guerre éclata au mois d'avril, le 1er bataillon fit, avec l'armée du Centre, la campagne de l'Argonne. 
Le 2e bataillon, jeté dans Lille, contribua à la belle défense de cette place.
Les deux bataillons firent, sous Dumouriez, la campagne de Belgique, et étaient cantonnés en janvier 1793 dans le pays de Liège. Après la bataille de Neerwinden, ils revinrent sur la frontière, et firent partie du camp de La Madeleine.
Le 12 septembre 1794, le 1er bataillon est amalgamé avec le 3e bataillon de volontaires du Lot et 4e bataillon de volontaires de Seine-et-Oise pour former la 43e demi-brigade de première formation
Quelques jours plus tôt, le 22 août, le 2e bataillon était entré, avec le 2e bataillon de volontaires de la Corrèze et le 5e bataillon de volontaires de Rhône-et-Loire, dans la composition de la 44e demi-brigade de première formation.
Ainsi disparaît pour toujours le 22e régiment d'infanterie ci-devant Viennois, partageant le sort de tous ces vieux régiments qui depuis deux siècles avaient défendu si intrépidement la patrie contre toutes les coalitions.